# Samuel Prowse Warren
Samuel Prowse Warren (* 18. Februar 1841 in Montreal; † 7. Oktober 1915 in New York City) war ein kanadischer Organist, Komponist und Musikpädagoge.

## Leben und Wirken
Der Sohn des Orgelbauers Samuel Russell Warren und Bruder des Orgelbauers Charles Sumner Warren erhielt im Alter von elf Jahren ersten Orgelunterricht und wirkte als Organist an der American Presbyterian Church in Montreal. 1861 ging er nach Berlin, wo er Schüler von Carl August Haupt, Gustav Schumann und Wilhelm Wieprecht war.
Nach seiner Rückkehr 1864 ging er nach New York, wo er Organist an der All Souls Unitarian Church und von 1868 bis 1894 – mit einer zweijährigen Unterbrechung – Organist an der Grace Church (Episcopal) war. Dort organisierte er wöchentliche Orgelkonzerte, in denen das gesamte damals bekannte Spektrum der Orgelliteratur vorgestellt wurde, und gab selbst 230 Konzerte.
Ab 1895 war er Organist an der First Presbyterian Church in East Orange. 1896 gehörte er zu den Gründungsmitgliedern der American Guild of Organists, deren Ehrenpräsident er 1902 wurde. Daneben wirkte er als Dirigent der New York Vocal Union und Lehrer am Konservatorium von Boston. Zu seinen Schülern zählte eine der ersten Organistinnen Nordamerikas, Augusta Lowell.
Warren komponierte Hymnen, Lieder, Klavier- und Orgelwerke und schrieb Orgelbearbeitungen von Werken Beethovens, Schumanns, Wagners und Webers. Er gab ein Kirchengesangbuch heraus (In Excelsis) und bereitete eine Ausgabe der Orgelwerke Mendelssohns bei G. Schirmer vor, die 1924 erschien.